# انتخابات مجلس شورای اسلامی (۱۳۹۱–۱۳۹۰)
انتخابات دوره نهم مجلس شورای اسلامی در ۱۲ اسفند ۱۳۹۰ برگزار شد. در این دوره رقابت بر سر تمامی ۲۹۰ کرسی مجلس بود.
در ۱۲ اسفند ۱۳۹۰ تکلیف ۲۲۳ کرسی مشخص شد و رقابت بر سر ۶۵ کرسی به مرحله دوم کشید. مرحله دوم این انتخابات در ۱۵ اردیبهشت ۱۳۹۱ برگزار شد.
انتخابات میان‌دوره‌ای مجلس نهم به منظور تعیین تکلیف ۴ کرسی باقیمانده، در ۲۴ خرداد ۱۳۹۲ هم‌زمان با یازدهمین دورهٔ انتخابات ریاست جمهوری ایران برگزار گردید. این انتخابات در چهار حوزهٔ شهرستان دماوند، شهرستان ایلام، شهرستان تویسرکان و شهرستان تنکابن برگزار گردید.

## نامزدها
در انتخابات مجلس شورای اسلامی (۱۳۹۱–۱۳۹۰) بیش از پنج‌هزار تن نام‌نویسی کردند که بیش از سه‌هزار نفر تأیید صلاحیت شدند.
در این انتخابات اصول‌گرایان چند دسته شدند و چندین فهرست ارائه کردند که فهرست جبههٔ متحد اصول‌گرایان و فهرست جبههٔ پایداری انقلاب اسلامی مهم‌ترین آن‌ها بود. بخشی از اصلاح‌طلبان نیز انتخابات را تحریم کرده بخشی دیگر فهرست دادند.

### حزب‌ها و گرایش‌ها

#### اصول‌گرایان
اصول‌گرایان در این انتخابات برخلاف انتخابات مجلس هشتم که تنها با دو فهرست شرکت کرده‌بودند با چندین فهرست شرکت کردند.

##### جبههٔ پایداری انقلاب اسلامی
این جبهه در سال ۱۳۹۰ تشکیل شد. اعضای جبههٔ پایداری به دبیرکلی مرتضی آقاتهرانی خود را از جبهه متحد اصول‌گرایان جدا نمی‌دانند ولی معتقد به اصولگرایی هستند.
اعضای این جبهه مانند غلامحسین الهام، صادق محصولی، مهدی کوچک‌زاده، مسعود میر کاظمی، حمید رسایی، کامران باقری لنکرانی، روح‌الله حسینیان، مهرداد بذرپاش از اعضای پیشین دولت محمود احمدی‌نژاد و اصول‌گرایان مخالف جریان موسوم به جریان انحرافی هستند.

##### جبههٔ متحد اصول‌گرایان
این جبهه نیز مانند سال‌های پیش فهرست اصول‌گرایان مورد حمایت جامعتین بود. جبههٔ متحد اصول‌گرایان با جبههٔ پایداری اختلافاتی دارد؛ تا جایی که برخی از اعضای جبهه متحد اصول‌گرایان، جبههٔ پایداری را متهم به ارتباط پنهانی با جریان انحرافی کردند.
محمدرضا باهنر، احمد توکلی، اسدالله بادامچیان، حمیدرضا ترقی، غلامرضا مصباحی مقدم، علی لاریجانی از جمله اعضای جبهه متحد اصول‌گرایان اند که با جبههٔ پایداری اختلاف‌هایی دارند.
جبههٔ متحد اصول‌گرایان نیز از مخالفان جریان پیرامونی دولت می‌باشد.

##### جبههٔ ایستادگی
این گروه که به گروه محسن رضایی معروف اند، جبهه‌ای اند اصولگرا که از جبههٔ متحد میانه‌روتر اند و کسانی که در لبهٔ رد صلاحیت قرار گرفته‌بودند در این گروه بوده‌اند. علی مطهری نیز عضو این گروه بود که سپس جدا شد.

##### صدای ملت (منتقدان دولت دهم)
پس از حذف نام علی مطهری و حمیدرضا کاتوزیان و علی عباسپور طهرانی فرد از فهرست اصول‌گرایان، آن‌ها گروه جدیدی با نام «منتقدین دولت دهم» تشکیل دادند که به نام جبهه صدای ملت تغییر نام داد. این جبهه فهرستی ۱۲ نفری را در انتخابات شهر تهران ارائه کرد.

#### اصلاح‌طلبان
در این انتخابات مجموعاً ۱۲۹۵ نفر از اصلاح‌طلبان نام‌نویسی کردند. و بخشی نیز انتخابات را تحریم کردند.
از مهم‌ترین احزاب اصلاح‌طلب حاضر در انتخابات مجلس نهم می‌توان به جبههٔ مردم‌سالاری و خانه کارگر اشاره کرد که در جریان برگزاری انتخابات با هم متحد شدند.

##### جبههٔ مردم‌سالاری
جبههٔ مردم‌سالاری در روز ۱۱ دی۱۳۹۰ در قالب ۱۴ حزب و تشکل قانونی به میدان پای نهادند. جبههٔ مردم‌سالاری با اعلام پایبندی به قانون اساسی جمهوری اسلامی ایران و نظام ایران همایشی خبری برگزار کرد. مصطفی کواکبیان از اقلیت مجلس هشتم ایجاد ائتلاف جبههٔ مردم‌سالاری را رسماً اعلام کرد.
«ما اعتقاد داریم قانون اساسی باید بدون کم‌وکاست و هیچ گونه تنزلی اجرا شود» ‍
کواکبیان در این نشست گفت: ما معتقدیم که بر اساس اصول قانون اساسی و دیدگاه امام و رهبری، مجلس در رأس امور است و هیچ‌کس نباید این موضوع مهم را نادیده بگیرد.

##### خانهٔ کارگر
حزب خانه کارگر نیز در انتخابات شرکت کرد.

##### تحریم‌کنندگان
احزاب اصلاح‌طلبی نظیر جبهه مشارکت اسلامی، سازمان مجاهدین انقلاب اسلامی ایران، اعتماد ملی، مجمع مدرسین و محققین حوزه علمیه قم، مجمع روحانیون مبارز و حزب کارگزاران سازندگی لیستی برای انتخابات مجلس نهم ارائه ندادند.

## واکنش‌ها
با توجه به تحریم انتخابات از سوی معارضان نظام جمهوری اسلامی ایران، مسئولان نظام در این انتخابات موضع دقیق‌تری داشتند.

### سید علی خامنه‌ای
سید علی خامنه‌ای رهبر مردم را بارها به مشارکت در انتخابات فراخواند.
او گفت که موقعیت ما اکنون مانند شعب ابی‌طالب نیست بلکه مانند بدر و خیبر است.
پس از دور نخست انتخابات نیز از مردم تشکر کرد و بصیرت و تعالی اندیشه‌ای مردم برای رای دادن را ارزشمند خواند و گفت مجلس برآمده از این رای مسئولیتی سنگین دارد.
خامنه‌ای در سخنان نوروزیش در حرم امام رضا در مشهد، مردم را به مشارکت در دور دوم انتخابات فراخواند

### محمود احمدی‌نژاد
رئیس‌جمهوری محمود احمدی‌نژاد هنگام افتتاح پانزده‌هزار واحد مسکن مهر در شهرستان پاکدشت سخنرانیش همهٔ امور کشور را براساس انتخابات خواند و گفت مردم همیشه نقششان را خوب انجام داده‌اند گفت: مجلس کارآمد می‌تواند نقش مؤثر و تعیین‌کننده‌ای در پیشرفت کشور ایفا کند.
نمایندگان مردمی، دلسوز و متعهد به ملت می‌توانند پشتیبان خوبی برای مدیریت کشور باشند.
احمدی‌نژاد تأکید کرد که نمایندگان مجلس با رای مستقیم مردم انتخاب می‌شوند و حضور نمایندگان کاردان و پایبند به حقوق ملت در مجلس موجب وحدت و همدلی و همبستگی ملی می‌شود.
انتخابات صحنه حضور مردم در عرصه‌های مهم و اساسی کشور است.

#### تکذیب دخالت دولت
دفتر رئیس‌جمهور در پاسخ ادعاهای مطرح دربارهٔ حضور دولت در انتخابات تکذیبیه‌ای صادر کرد:
در پی القای شائبه دخالت دولت و شخص رئیس‌جمهور در انتخابات مجلس شورای اسلامی، مرکز ارتباطات و اطلاعات و تبلیغات دفتر رئیس‌جمهور این گونه اخبار را قویا تکذیب می‌کند.
در ادامهٔ بیانیه او انتخابات را نماد مردم‌سالاری دینی و شرکت درش را وظیفهٔ شرعی دانسته گفته‌اند با احترام به همهٔ فردها و حزب‌ها و گروه‌های سیاسی خود را متعلق به ملت دانستهاند و گفتند هیچ جریانی از دولت در انتخابات نیست.

### قوه قضاییه
غلامحسین محسنی اژه‌ای دادستان کل ایران هشدار داد که عده‌ای قصد دارند کشور را در آستانه انتخابات مجلس نهم ناامن نشان دهند.

## برگزاری
انتخابات در دو دور برگزار شد.

### دور نخست
رای‌گیری از ساعت ۸ صبح آدینه ۱۲ اسفند ۱۳۹۰ آغاز شد و پس از چهار بار تمدید در ساعت ۱۱ شب به بعد تمام شد. البته وزارت کشور اعلام کرد که تا هنگامی که مردم مراجعه می‌کنند باید در شعبه‌ها باز باشد و اگر استانداران صلاح دیدند در آن استان انتخابات تمام خواهد شد.

#### شرایط

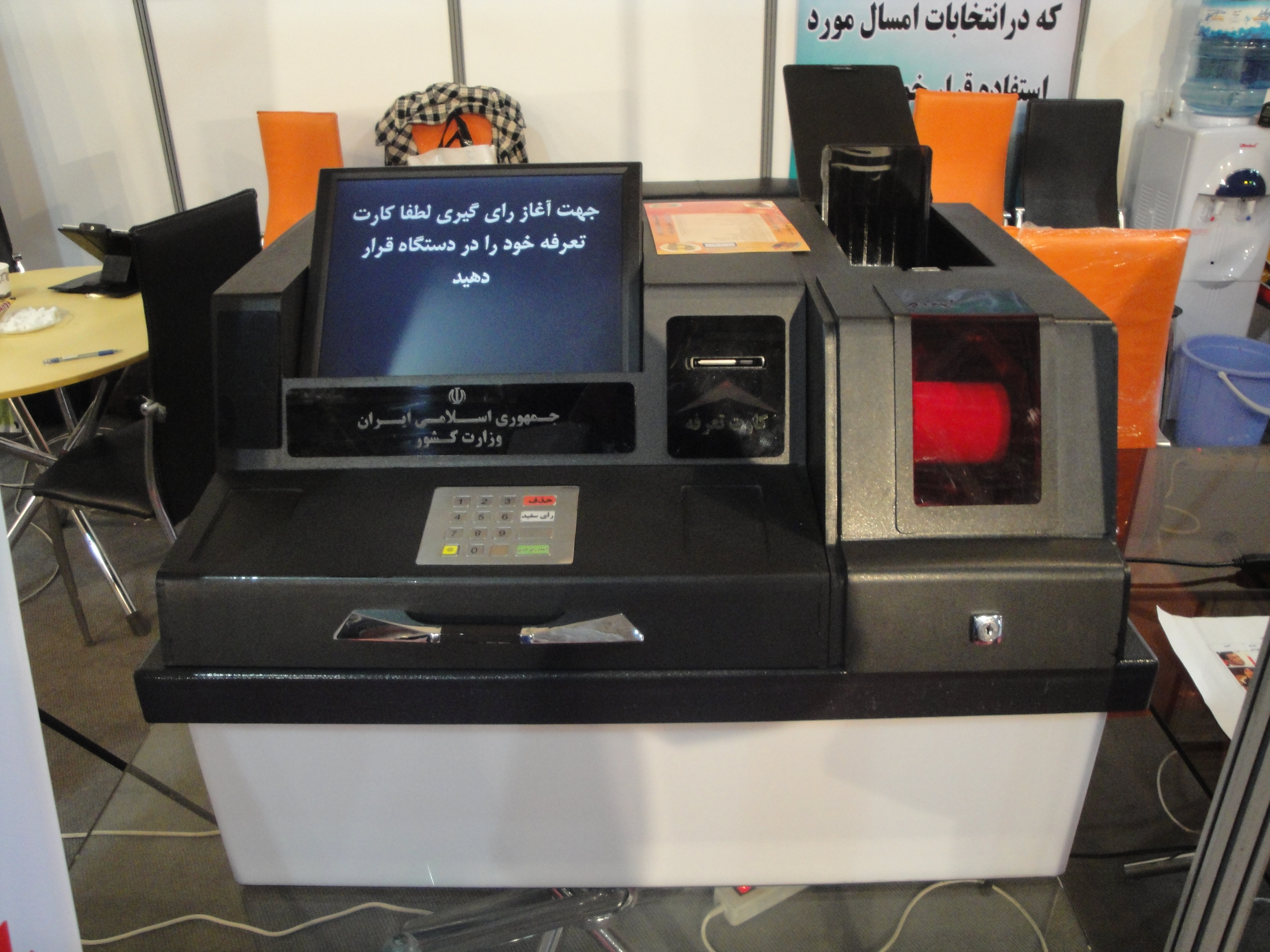
دستگاه جدیدی که وزارت کشور جمهوری اسلامی ایران قصد دارد در رای‌گیری این دوره از مجلس شورای اسلامی از آن بهره گیرد. این دستگاه در نمایشگاه الکامپ ۱۳۹۰ تهران به نمایش گذاشته شد.

طبق اعلام ستاد انتخاب کشور، در پی نوین‌سازی فرایند رای‌گیری و رایانه‌ای شدن فرایندها، نخست قرار شد رای‌دهندگان هم شناسنامه و هم کارت‌ملی‌شان را همراه داشته‌باشند، ولی وزارت کشور این شرط را برداشت و اعلام کرد بهتر است کارت ملی یا دست‌کم شمارهٔ ملی‌شان را بیاورند.
سن انتخابات ۱۸ سال بود و ۳٬۹۶۰٬۰۰۰ از رای‌دهندگان؛ رای‌اولی بودند. ده درصد شعبه‌ها انتخابات را رایانه‌ای برگزار کردند.
در آستانهٔ انتخابات، ستاد انتخابات اعلام کرد که نیاز به شناسنامهٔ عکس‌دار نیست
و مهر انتخابات را باید تنها در صفحهٔ چهارم یا صفحهٔ آخر شناسنامه که اختصاص به انتخابات دارد بزنند.
در ضمن اگر کسی نمی‌تواند خودش نام گزیدگانش را بنویسد یا سواد ندارد باید از دیگری کمک گیرد و مسئولان حاضر چه اعضای شعبه و نمایندگان فرماندار چه نامزدان شورای نگهبان و کارگزاران انتظامی و بازرسان حق ندارند و مجاز نیستند برای دیگران رأی بنویسند.

#### شخصیت‌ها
به جز مسئولان نظام از جمله هاشمی رفسنجانی، خاتمی رئیس‌جمهور پیشین نیز در انتخابات شرکت کرد.

##### رهبری
در آغازین ساعت‌های رای‌گیری سید علی خامنه‌ای رهبری ایران پای صندوق رای رفت و رای خود را به صندوق انداخت.
او در پاسخ به پرسش‌های خبرنگاران از ایشان و دست‌اندرکاران رسانه سپاس‌گزاری کرد و مردم را به رای دادن اول وقت مانند نماز سر وقت سفارش کرد که این کار باعث کاهش دغدغه شده فضیلتش ظاهراً بیشتر است و از حقشان استفاده کرده به هر سی نفر (در تهران و ری و شمیرانات و اسلامشهر) رای دهند.
او انتخابات را همیشه مهم و تعیین‌کننده خواند با بازگویی این که برای دوستان و دشمنانمان پیام دارد و هرگاه این ویژگی بیشتر باشد انتخابات مهم‌تر است گفت: امروز از آن روزها است. در انتخابات‌های دیگر مردم خسته می شوند ولی پس از سی‌وسه سال مردم خسته نشده‌اند. قدرت‌های استکباری که خیلی جاها باخته‌اند هیاهو می‌کنند تا از تک‌وتا نیفتند و هیاهو را دربارهٔ ایران می‌کنند. ملت نیز با عمل پاسخ می‌گوید.

##### محمود احمدی‌نژاد
محمود احمدی‌نژاد نیز نزدیک ساعت ۱۳ با حضور در مسجد ملک‌مظهری تهران در شعبهٔ ۱۳۷۷ منطقهٔ ۱۱ تهران به همراه محمدرضا رحیمی معاون‌اولش رای داد.
او همچنین با مردم از جمله دختری ناشنوا گفت‌گو کرد و در میان بدرقهٔ مردم رفت.
احمدی‌نژاد پس از انتخابات حضور قشرهای مختلف مردم در انتخابات را
او حضور مردم را «دفاع جانانهٔ ملت» و «حماسی» خواند و نشانگر عزم راسخ و اعتقاد عمیق به اندیشه‌ها و آرمان‌های متعالی انقلاب اسلامی و موجب یأس و ناامیدی دشمنان و بدخواهان انقلاب اسلامی برشمرد و از ملت عزیز ایران و همهٔ دست‌اندرکاران برگزاری انتخابات و رسانهٔ ملی تشکر و قدردانی کرد.

##### دیگر شخصیت‌ها
پیش از آغاز انتخابات برخی از شخصیتهای مشهور اصلاح‌طلبان خبر از تحریم انتخابات داده‌بودند، ولی چند تن از آن‌ها در انتخابات شرکت کردند، از جمله سید محمد خاتمی و سید مهدی امام جمارانی عضو ارشد مجمع روحانیان مبارز.
همچنین اکبر هاشمی رفسنجانی نیز در حسینیهٔ جماران رأی خود را به صندوق انداخت. او گفت: «اگر نتیجه همانی باشد که مردم در صندوق می‌اندازند انشاءالله مجلس خوبی خواهیم داشت».

### دور دوم
دور دوم انتخابات نهمین دوره مجلس شورای اسلامی در روز ۱۵ اردیبهشت ۱۳۹۱ برگزار شد

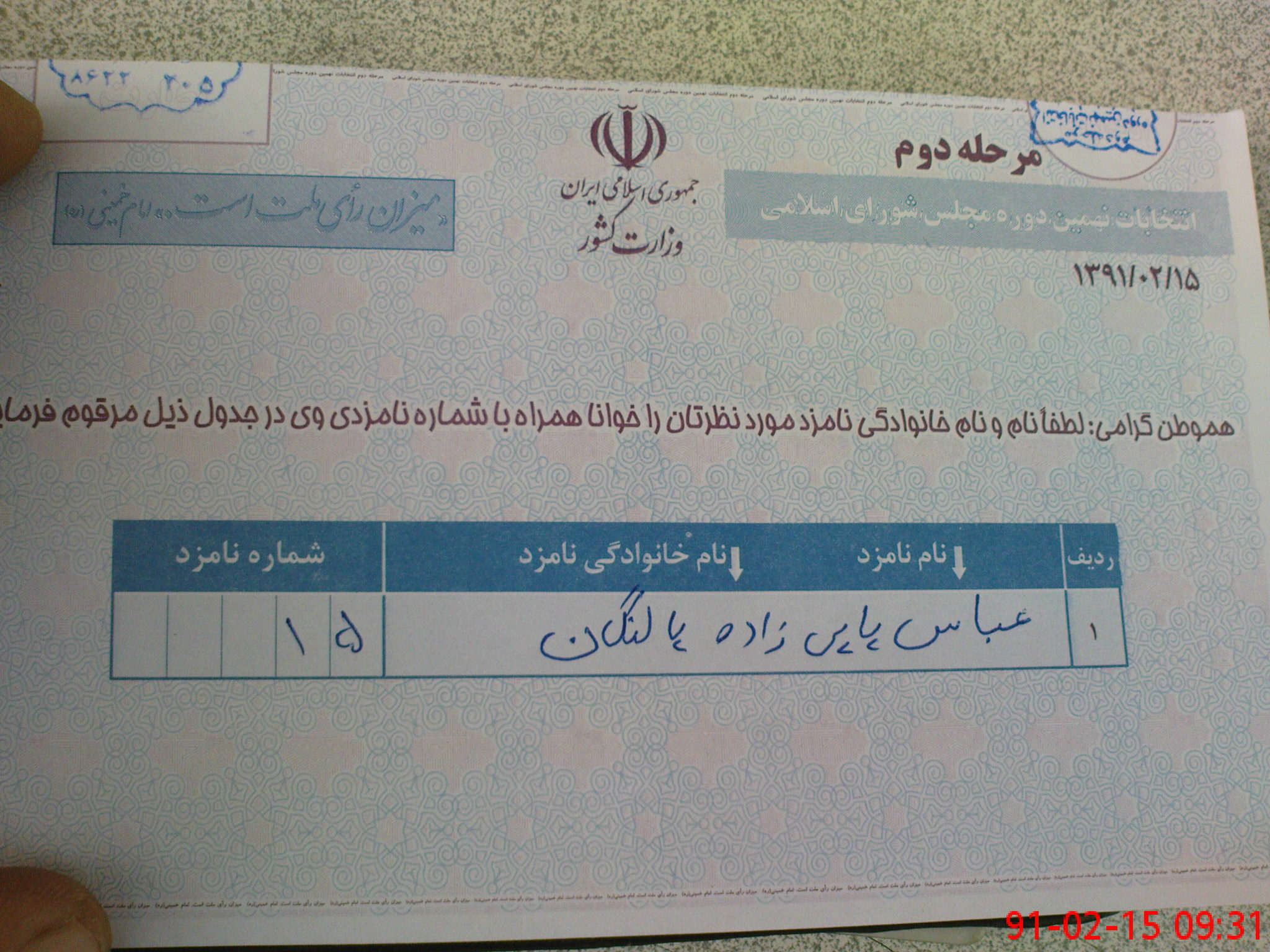
برگه انتخاباتی دور دوم

### میزان مشارکت
وزارت کشور، قبل و بعد از برگزاری انتخابات تعداد واجدان شرایط شرکت در آن را ۴۸ میلیون و ۲۸۸ هزار نفر عنوان کرده بود.
معترضان ضمن خدشه وارد کردن به این آمار معقتد بودند شمار واجدان شرایط چند میلیون بیشتر بوده‌است.
در آخرین انتخابات قبل از رای‌گیری مجلس نهم، این اختلاف به دلیلی ویژه مورد توجه رسانه‌ها قرار گرفت: آمار ۴۶ میلیون و ۲۰۰ هزار نفری وزارت کشور در مورد واجدان شرایط رای دادن، با اطلاعات منتشر شده از سوی مرکز آمار ایران حدود ۵ میلیون نفر اختلاف داشت.
با این حال برخی ادعای افزایش مشارکت در دور دوم را داشتند

#### مشارکت در تهران
در کنار میزان کلی مشارکت در انتخابات مجلس نهم، میزان مشارکت در پایتخت نیز، که به ادعای وزارت کشور ۴۸٪ بوده، اعتراض برخی را برانگیخت.
طبق اعلام‌های رسمی شمار واجدان شرایط در شهر تهران از ۶٬۴۰۳٬۳۰۸ نفر در انتخابات مجلس هشتم سال ۱۳۸۶ به حدود ۵٬۴۰۰٬۰۰۰ نفر کاهش پیدا کرده‌است.

## نتیجه
در مجموع در این مجلس کفهٔ ترازو کاملاً به سود اصول‌گرایان چربید.
بر پایهٔ نتایج شمارش آرا، ترکیب مجلس نهم تغییر اساسی کرد و ۱۶۹ نمایندهٔ مجلس هشتم به مجلس نهم راه پیدا نکردند.
در میان چهره‌هایی که به مجلس نهم راه پیدا نکردند، افرادی شاخص به چشم می‌خوردند که برخی در اثر رد صلاحیت، ولی بیشتر آن‌ها به علت عدم کسب آرای لازم از راهیابی به مجلس نهم بازماندند. بیشتر این چهره‌ها از اصلاح‌طلبان بودند. از جمله مصطفی کواکبیان رهبر حزب مردم‌سالاری، قدرت‌الله علیخانی، محمدرضا خباز، احمدعلی کیخا، حشمت‌الله فلاحت‌پیشه و داریوش قنبری.
از اصول‌گرایان نیز برخی نتوانستند آراء لازم را کسب کنند از جمله احمد ناطق نوری، سید شهاب‌الدین صدر، محمدمهدی مفتح، سید علی آقازاده، بهروز جعفری،  سيد احمد لطفي ،شبیب جویجری، جهانبخش محبی‌نیا و حسن غفوری‌فرد.
از فهرست صدای ملت، علی بنایی، حمیدرضا کاتوزیان و علی عباس‌پور به مجلس نهم راه پیدا نکردند.
در نمودارهای ارایه‌شده که منبع‌هایش غالباً در پایین آمده‌است، با توجه به فهرست‌های مختلف و مطلب‌های منتشرشدهٔ گوناگون نتیجه‌هایی که در آن‌ها تناقض بود جمع‌بندی شده‌است. نام‌های بسیاری میان فهرست‌ها مشترک بود، از این رو اولیت‌بندی به ترتیب فهرست‌های سرشناس‌تر و جزیی‌تر اولویت‌بندی شده‌است.
اولویت نخست دو جبههٔ اکثریت جبههٔ پایداری انقلاب اسلامی و جبهه متحد اصول‌گرایان، سپس جبهه ایستادگی ایران اسلامی سپس صدای ملت و در انتها جبهه بصیرت و بیداری اسلامی. البته چون از جبهه توحید و عدالت فهرستی گیر نیامد —البته در برخی خبرها بود که سه-چهار نفر از این گروه اختصاصی وارد مجلس شده‌اند ولی دقیق نبود— عددی ارائه نشد.
در میان اصلاح‌طلبان نیز نخست جبهه مردم‌سالاری و پس از آن جبهه مردمی اصلاحات بود. آنگاه اصلاح‌طلبان معتدل؛ البته این دو فهرست در نمودار کنار هم آمده‌است. از خانهٔ کارگر تنها چیزی که مشخص بود راه یافتن علیرضا محجوب از تهران بود که در نمودار در کنار جبهه مردم‌سالاری آورده شد. در میان مشترکان دو گروه، میان ایستادگی و جبهه مردم‌سالاری با توجه به گرایش‌های سابق تقسیم‌بندی شد و سپس در برابر دو جبههٔ دیگر اصلاح‌طلبان اولویت به ایستادگی تعلق گرفت. فهرست آبادگران جهادی که از همه کلی‌تر بود در آخر آمده‌است.

### ابطال نتیجه‌ها
در دور نخست این انتخابات که در ۱۲ اسفند ۱۳۹۰ برگزار شد در چهار حوزه انتخاباتی نتایج بدست آمده ابطال شد.
نتایج بدست آمده در حوزهٔ انتخاباتی تنکابن و رامسر و نیز حوزه انتخاباتی دماوند و فیروزکوه به‌طور کامل باطل شد. در حوزه زابل رأی نفر دوم باطل شد ولی نفرات سوم و چهارم برای دور دوم جایگزینش شدند.
از میان نمایندگان دور دومی نیز در سمیرم رای نفر نخست باطل و نفر سوم جایگزین او شد.
در دور دوم نیز از میان ۳۳ حوزهٔ انتخاباتی، آراء حوزهٔ تویسرکان و نفر دوم حوزهٔ ایلام، ایوان، شیروان، چرداول و مهران باطل شد.
بدین ترتیب تکلیف ۲۸۶ کرسی از مجموع ۲۹۰ کرسی مجلس مشخص شد. تکلیف ۴ کرسی باقی‌مانده به برگزاری انتخابات میان‌دوره‌ای در ۲۴ خرداد ۱۳۹۲ موکول شد.
سهم حزب‌های سیاسی در ۲۹۰ کرسی مجلس (۴ کرسی در انتخابات میاندوره‌ای)
پیروزی گرایش‌های گوناگون در مجلس نهم
| فهرست                                  | فهرست                                  | فهرست                                  | فهرست                                  | کرسی                                   | ٪                                      | کرسی ویژه  | ٪       | کرسی کل |
| -------------------------------------- | -------------------------------------- | -------------------------------------- | -------------------------------------- | -------------------------------------- | -------------------------------------- | ---------- | ------- | ------- |
|                                        | اصولگرایان                             |                                        | جبهه متحد اصولگرایان                   | ۱۸۴                                    | ۶۳٫۴۵٪                                 | ۶۶         | ۲۲٫۷۸٪  | ۱۲۵     |
|                                        | اصولگرایان                             | جبهه پایداری                           | ۲۳                                     | ۱۸۴                                    | ۶۳٫۴۵٪                                 | ۷٫۹۳٪      | ۸۲      |         |
|                                        | اصولگرایان                             | مشترک متحد و پایداری                   | ۵۹                                     | ۱۸۴                                    | ۶۳٫۴۵٪                                 | ۲۰٫۳۴٪     | ۱۴۸     |         |
|                                        | اصولگرایان                             | جبههٔ ایستادگی                          | ۲۸                                     | ۱۸۴                                    | ۶۳٫۴۵٪                                 | ۹٫۶۶٪      | ۶۴      |         |
|                                        | اصولگرایان                             | بصیرت و بیداری اسلامی                  | ۸                                      | ۱۸۴                                    | ۶۳٫۴۵٪                                 | ۲٫۷۶٪      | ۶۴      |         |
|                                        | اصولگرایان                             | توحید و عدالت                          | ؟                                      | ؟                                      | ؟                                      | ؟          | ؟       |         |
|                                        | اصلاح‌طلبان                             |                                        | جبههٔ مردم‌سالاری                        | ۲۰                                     | ۶٫۹۰٪                                  | ۱۴         | ۴٫۸۳٪   | ۲۰      |
|                                        | اصلاح‌طلبان                             | مردمی اصلاحات                          | ۴                                      | ۲۰                                     | ۶٫۹۰٪                                  | ۱٫۳۸٪      | ۲۶      |         |
|                                        | اصلاح‌طلبان                             | اصلاح‌طلبان معتدل                       | ۱                                      | ۲۰                                     | ۶٫۹۰٪                                  | ۰٫۳۴٪      | ۱۹      |         |
|                                        | اصلاح‌طلبان                             | خانهٔ کارگر                             | ۱                                      | ۲۰                                     | ۶٫۹۰٪                                  | ۰٫۳۴٪      | ؟       |         |
|                                        | صدای ملت (منتقدان دولت دهم)            | صدای ملت (منتقدان دولت دهم)            | صدای ملت (منتقدان دولت دهم)            | صدای ملت (منتقدان دولت دهم)            | صدای ملت (منتقدان دولت دهم)            | ۲          | ۰٫۶۹٪   | ؟       |
|                                        | آبادگران جهادی                         | آبادگران جهادی                         | آبادگران جهادی                         | آبادگران جهادی                         | آبادگران جهادی                         | ۱۹         | ۶٫۵۵٪   | ۱۰۴     |
|                                        | اقلیت‌ها                                | ارمنیان                                | ارمنیان                                | ۵                                      | ۱٫۷۲٪                                  | ۲          | ۰٫۶۹٪   | ۲       |
| کلیمیان                                | کلیمیان                                | ۱                                      | ۰٫۳۴٪                                  | ۵                                      | ۱٫۷۲٪                                  | ۱          |         |         |
| آشوریان                                | آشوریان                                | ۱                                      | ۰٫۳۴٪                                  | ۵                                      | ۱٫۷۲٪                                  | ۱          |         |         |
| زرتشتیان                               | زرتشتیان                               | ۱                                      | ۰٫۳۴٪                                  | ۵                                      | ۱٫۷۲٪                                  | ۱          |         |         |
|                                        | مستقلان و دیگران                       | مستقلان و دیگران                       | مستقلان و دیگران                       | مستقلان و دیگران                       | مستقلان و دیگران                       | ۵۶         | ۱۹٫۳۱٪  | ۵۶      |
| مجموع                                  | مجموع                                  | مجموع                                  | مجموع                                  | مجموع                                  | مجموع                                  | ۲۸۶        | ۹۸٫۶۲٪  | ۹۸٫۶۲٪  |
| حوزه‌های ابطال‌شده (میان‌دوره‌ای سال ۱۳۹۲) | حوزه‌های ابطال‌شده (میان‌دوره‌ای سال ۱۳۹۲) | حوزه‌های ابطال‌شده (میان‌دوره‌ای سال ۱۳۹۲) | حوزه‌های ابطال‌شده (میان‌دوره‌ای سال ۱۳۹۲) | حوزه‌های ابطال‌شده (میان‌دوره‌ای سال ۱۳۹۲) | حوزه‌های ابطال‌شده (میان‌دوره‌ای سال ۱۳۹۲) | ۴          | ۱٫۳۸٪   | ۴       |
| مجموع کرسی‌های مجلس                     | مجموع کرسی‌های مجلس                     | مجموع کرسی‌های مجلس                     | مجموع کرسی‌های مجلس                     | مجموع کرسی‌های مجلس                     | مجموع کرسی‌های مجلس                     | ۲۹۰        | ۱۰۰٪    | ۱۰۰٪    |
| آمار کل                                |                                        |                                        |                                        |                                        |                                        |            |         |         |
| آمار کل                                | آمار کل                                | آمار کل                                | آمار کل                                | دور نخست                               | دور نخست                               | دور نخست   | دور دوم | دور دوم |
| رای                                    | رای                                    | رای                                    | رای                                    | ۳۰٬۹۰۵٬۶۰۵                             | ۳۰٬۹۰۵٬۶۰۵                             | ۳۰٬۹۰۵٬۶۰۵ |         |         |
| رای درست                               |                                        |                                        |                                        |                                        |                                        |            |         |         |
| رای باطله                              |                                        |                                        |                                        |                                        |                                        |            |         |         |
| مشارکت                                 | مشارکت                                 | مشارکت                                 | مشارکت                                 | ۶۴٫۰۰٪                                 | ۶۴٫۰۰٪                                 | ۶۴٫۰۰٪     |         |         |
| منبع: تعداد رای دور نخست               |                                        |                                        |                                        |                                        |                                        |            |         |         |

## انتخابات میاندوره‌ای
نخستین انتخابات میاندوره‌ای هم‌زمان با انتخابات ریاست‌جمهوری یازدهم در چهار حوزهٔ انتخاباتی برگزار شد. این چهار حوزه عبارت بودند از: حوزه انتخابیه تنکابن، رامسر و عباس آباد، حوزه انتخابیه دماوند و فیروزکوه، حوزه انتخابیه تویسرکان و حوزه انتخابیه ایلام، ایوان، شیروان، چرداول و مهران. نتایج انتخابات هر چهار حوزه تأیید شد.
از رامسر شمس‌الله شریعت‌نژاد نمایندهٔ مستقل به مجلس راه یافت. از حوزهٔ تویسرکان محمدمهدی مفتح و از ایلام عمران علی‌محمدی نماینده اصولگرا پیروز شد. از دماوند نیز حمیدرضا مشهدی عباسی در انتخابات پیروز شد.
به علت درگذشت سید جلال یحیی‌زاده نمایندهٔ حوزهٔ انتخاباتی تفت و میبد در ۲۰ فروردین ۱۳۹۲ وزارت کشور تصمیم داشت که انتخابات میاندوره‌ای در حوزهٔ انتخاباتی تفت و میبد را در آبان ۱۳۹۳ برگزار کند. اما شورای نگهبان با توجه به منع قانونی با برگزاری انتخابات در تفت و میبد مخالفت کرد.

## پی‌نوشت
1. ↑  «در اجرای قانون انتخابات اولین اطلاعیه ستاد انتخابات کشور صادر شد». وزارت کشور. ۱۷ شهریور ۱۳۹۱. بایگانی‌شده از اصلی در ۳۱ ژوئیه ۲۰۱۳. دریافت‌شده در ۱۶ ژوئن ۲۰۱۳.
2. ↑  خبرآنلاین - باهنر: قالیباف، لاریجانی و رضایی جزء مردودین نیستند/جبهه پایداری مدام به جبهه متحد اصول‌گرایان حمله می‌کند
3. ↑  «عضو جبهه پایداری: جبهه پایداری لاریجانی و قالیباف را قبول ندارد». بایگانی‌شده از اصلی در ۵ آوریل ۲۰۱۴. دریافت‌شده در ۴ ژانویه ۲۰۱۲.
4. ↑  «انتساب یک‌تشکل به قالیباف برای اولین‌بار، حمله به جبهه پایداری و تأیید نامه به رهبری در مورد موسوی». بایگانی‌شده از اصلی در ۱۸ ژوئیه ۲۰۱۲. دریافت‌شده در ۴ ژانویه ۲۰۱۲.
5. ↑  «پایگاه خبری تحلیلی فرارو - بیانیه جبهه پایداری در انتقاد از جریان انحرافی». بایگانی‌شده از اصلی در ۱۴ فوریه ۲۰۱۳. دریافت‌شده در ۳ ژانویه ۲۰۱۲.
6. ↑  «خبرآنلاین - 30نماینده کنونی تهران چه کسانی هستند؟ + جدول آرا». بایگانی‌شده از اصلی در ۴ مارس ۲۰۱۶. دریافت‌شده در ۳ ژانویه ۲۰۱۲.
7. ↑  «خبرآنلاین - اخراجی‌های دولت احمدی‌نژاد تشکل انتخاباتی – سیاسی تشکیل دادند». بایگانی‌شده از اصلی در ۷ نوامبر ۲۰۱۱. دریافت‌شده در ۳ ژانویه ۲۰۱۲.
8. ↑  IranPressNews: ایران پرس نیوز: اخراجی‌های دولت، مقابل دولت[پیوند مرده]
9. ↑  «کاتوزیان: مشایی هدایتگر پنهان جبهه پایداری است». بایگانی‌شده از اصلی در ۲۶ مه ۲۰۱۴. دریافت‌شده در ۳ آوریل ۲۰۱۳.
10. ↑  کاتوزیان: جبهه پایداری جریان مشایی است - Tabnak.IR | تابناک
11. ↑  «آفتاب - کاتوزیان: مشایی هدایتگر پنهان جبهه پایداری است/ بادامچیان: نه مشایی جبهه پایداری را قبول دارد نه رحیمی». بایگانی‌شده از اصلی در ۱۱ ژانویه ۲۰۱۲. دریافت‌شده در ۴ ژانویه ۲۰۱۲.
12. ↑  «پایگاه خبری تحلیلی فرارو - احتمال توافق جبهه پایداری با جریان مشایی به روایت ترقی». بایگانی‌شده از اصلی در ۷ ژانویه ۲۰۱۲. دریافت‌شده در ۴ ژانویه ۲۰۱۲.
13. ↑  «احتمال توافق جبهه پایداری با جریان مشایی». بایگانی‌شده از اصلی در ۵ آوریل ۲۰۱۴. دریافت‌شده در ۳۰ ژانویه ۲۰۱۴.
14. ↑  خبرآنلاین - آیت‌الله مهدوی‌کنی:جبهه پایداری می‌خواهد مرا بودا کند/به حسینیان گفتم جوری صحبت کرده‌اید که بنده شده‌ام طرفدار ظلم!
15. ↑  «پرده برداری از عقد اخوت جبهه پایداری و جریان انحرافی». بایگانی‌شده از اصلی در ۳۰ دسامبر ۲۰۱۱. دریافت‌شده در ۳ ژانویه ۲۰۱۲.
16. ↑  «پایگاه خبری تحلیلی فرارو - بادامچیان: جبهه پایداری تخریب نکند». بایگانی‌شده از اصلی در ۵ آوریل ۲۰۱۴. دریافت‌شده در ۴ ژانویه ۲۰۱۲.
17. ↑  هشدار مصباحی مقدم به جبهه پایداری - پایگاه خبری تحلیلی فردا | Farda News
18. ↑  «حمله مصباحی مقدم به جبهه پایداری برای چندمین بار». بایگانی‌شده از اصلی در ۲ مه ۲۰۱۲. دریافت‌شده در ۴ ژانویه ۲۰۱۲.
19. ↑  احمد توکلی: جبهه پایداری رای نمی‌آورد - Tabnak.IR | تابناک
20. ↑  «جدیدترین توهین‌های احمد توکلی به جبهه پایداری». بایگانی‌شده از اصلی در ۱۶ ژوئیه ۲۰۱۲. دریافت‌شده در ۴ ژانویه ۲۰۱۲.
21. ↑  «خبرآنلاین - توکلی: جبهه پایداری رای نمی‌آورند، فقط رای می‌شکنند/اسناد افطاری در هتل چند ستاره را به شورای نگهبان می‌دهم». بایگانی‌شده از اصلی در ۱۱ مارس ۲۰۱۶. دریافت‌شده در ۴ ژانویه ۲۰۱۲.
22. ↑  «خبرآنلاین - غفوری فرد:جبهه پایداری برای برگزاری نشست‌های انتخاباتی خود مجوز نگرفته/اگر به خواستهای آن‌ها عمل می‌کردیم همه به فکر چانه زنی می‌افتادند». بایگانی‌شده از اصلی در ۹ ژانویه ۲۰۱۲. دریافت‌شده در ۳ ژانویه ۲۰۱۲.
23. ↑  «خبرآنلاین - باهنر: قالیباف، لاریجانی و رضایی جزء مردودین نیستند/جبهه پایداری مدام به جبهه متحد اصول‌گرایان حمله می‌کند». بایگانی‌شده از اصلی در ۱۰ ژانویه ۲۰۱۲. دریافت‌شده در ۳ ژانویه ۲۰۱۲.
24. ↑  «خبرآنلاین - عضو جبهه پایداری: برای پیوستن به جبهه متحد، اختلاف نظر داریم». بایگانی‌شده از اصلی در ۱۱ مارس ۲۰۱۶. دریافت‌شده در ۳ ژانویه ۲۰۱۲.
25. ↑  خبرآنلاین - غفوری فرد در گفتگو با خبرآنلاین: بیش از95درصد حامیان موسوی تأیید صلاحیت خواهند شد/مشایی جاسوس نیست
26. ↑  «پایگاه خبری تحلیلی فرارو - زاکانی: جریان انحرافی برای کاندیداهای خود ۱۰تا ۳۰ میلیارد ریال هزینه می‌کند». بایگانی‌شده از اصلی در ۱۱ ژانویه ۲۰۱۲. دریافت‌شده در ۳ ژانویه ۲۰۱۲.
27. ↑  «نامزدی 1295 اصلاح‌طلب در انتخابات مجلس نهم». خبرگزاری فارس. ۲۰ دی ۱۳۹۰.
28. ↑  «نامزدی ۱۲۹۵ اصلاح‌طلب در انتخابات مجلس نهم». جوان آنلاین. ۲۰ دی ۱۳۹۰. بایگانی‌شده از اصلی در ۱۳ ژانویه ۲۰۱۲.
29. ↑  «نامزدی ۱۲۹۵ اصلاح‌طلب در انتخابات مجلس». خبرگزاری جوان. ۲۰ دی ۱۳۹۰.
30. ↑  «اعلام موجودیت جبهه اصلاح‌طلب مردم‌سالاری». خبرگزاری تابناک. ۱۱ دی ۱۳۹۰.
31. ↑  «جبهه اصلاح‌طلب مردم‌سالاری اعلام موجودیت کرد». خبرگزاری الف. ۱۱ دی ۱۳۹۰.
32. ↑  «سازمان مجاهدین انقلاب: تحریم یکپارچه انتخابات غیرقانونی |. : سحام نیوز:». بایگانی‌شده از اصلی در ۲۳ مارس ۲۰۱۲. دریافت‌شده در ۳ ژانویه ۲۰۱۲.
33. ↑  «جنبش راه سبز - اگر اصلاح‌طلبان برای انتخابات لیست هم می‌دادند، رد صلاحیت می‌شدند». بایگانی‌شده از اصلی در ۲۸ ژانویه ۲۰۱۲. دریافت‌شده در ۳ ژانویه ۲۰۱۲.
34. ↑  جبهه مشارکت: اراده حاکمیت برگزاری انتخابات نمایشی است؛ شرکت نمی‌کنیم
35. ↑  ثبت نام داوطلبان نمایندگی نهمین دوره مجلس آغاز شد
36. ↑  تقاضای گروه‌های اصلاح‌طلب از مردم: در انتخابات فرمایشی شرکت نکنید! | ایران | Deutsche Welle | 24.12.2011
37. ↑  در این دو جنگ مسلمانان کافران و یهودیان به پیروزی‌هایی بزرگ رسیدند. در بدر کافران شکست خوردند و در خیبر کمر یهودیان را در مدینه شکستند و کاخ بزرگ ایشان افتاد.
38. ↑  «دیدار پرشور مردم قم با رهبر معظم انقلاب به مناسبت 19 دی؛ صوت». پایگاه اطلاع‌رسانی دفتر مقام معظم رهبری. ۱۹ دی ۱۳۹۰.
39. ↑  «بیانات در دیدار جمعی از معلمان سراسر کشور». پایگاه اطلاع‌رسانی دفتر مقام معظم رهبری. ۱۳ اردیبهشت ۱۳۹۱.
40. ↑  «رئیس جمهور: مجلس کارآمد نقش مؤثری در پیشبرد امور و پیشرفت کشور دارد». شبکهٔ ایران. ۹ اسفند ۱۳۹۰. بایگانی‌شده از اصلی در ۲۹ فوریه ۲۰۱۲.
41. ↑  «در پی القاء شائبه دخالت دولت در انتخابات منتشر شد؛ تکذیبیه مرکز ارتباطات، اطلاعات و تبلیغات دفتر رئیس جمهور». وبگاه ریاست جمهوری اسلامی ایران. ۳ اسفند ۱۳۹۰. بایگانی‌شده از اصلی در ۲۵ فوریه ۲۰۱۲.
42. ↑  «در پی القاء شائبه دخالت دولت در انتخابات منتشر شد؛ پاسخ دفتر رئیس جمهور به یک شائبه». پایگاه اطلاع‌رسانی دولت. ۴ اسفند ۱۳۹۰. بایگانی‌شده از اصلی در ۲۶ فوریه ۲۰۱۲.
43. ↑  «سپاه و بسیج نگران کاهش مشارکت در انتخابات مجلس شورای اسلامی | ایران | فارسی». بایگانی‌شده از اصلی در ۹ ژانویه ۲۰۱۲. دریافت‌شده در ۳ ژانویه ۲۰۱۲.
44. ↑  «اطلاعیه شماره 30 ستاد انتخابات کشور صادر شد؛ تمدید انتخابات تا ساعت 23/* تصمیم گیری در مورد خاتمه اخذ رأی بر عهده استانداران». وزارت کشور جمهوری اسلامی ایران. ۱۲ اسفند ۱۳۹۰. بایگانی‌شده از اصلی در ۶ مارس ۲۰۱۲.
45. ↑  «در اطلاعیه شماره هشت ستاد انتخابات کشور اعلام شد الزامی بودن به همراه داشتن شناسنامه و کارت ملی برای رآی دهندگان در روز 12 اسفند». ستاد انتخابات کشور وزارت کشور. ۶ اسفند ۱۳۹۰. بایگانی‌شده از اصلی در ۲۶ فوریه ۲۰۱۲.
46. ↑  «اخذ رأی فقط با ارائه شناسنامه رأی دهنده توسط شخص رأی دهنده امکان‌پذیر است». ستاد انتخابات کشور وزارت کشور. ۱۲ اسفند ۱۳۹۰. بایگانی‌شده از اصلی در ۳۱ ژوئیه ۲۰۱۳.
47. ↑  «وزیر کشور خبر داد: حضور سه میلیون و 960 هزار رای اولی در انتخابات نهمین دوره مجلس شورای اسلامی». ستاد انتخابات کشور وزارت کشور. ۳ اسفند ۱۳۹۰. بایگانی‌شده از اصلی در ۲۶ فوریه ۲۰۱۲.
48. ↑  «اطلاعیه شماره 16 ستاد انتخابات کشور». ستاد انتخابات کشور وزارت کشور. ۱۲ اسفند ۱۳۹۰. بایگانی‌شده از اصلی در ۳۱ ژوئیه ۲۰۱۳.
49. ↑  «اطلاعیه شماره 17ستاد انتخابات کشور». ستاد انتخابات کشور وزارت کشور. ۱۲ اسفند ۱۳۹۰. بایگانی‌شده از اصلی در ۳۱ ژوئیه ۲۰۱۳.
50. ↑  «اطلاعیه شماره 20 ستاد انتخابات کشور». ستاد انتخابات کشور وزارت کشور. ۱۲ اسفند ۱۳۹۰. بایگانی‌شده از اصلی در ۳۱ ژوئیه ۲۰۱۳.
51. ↑  «شرکت در انتخابات نهمین دوره مجلس شورای اسلامی [فیلم]». دفتر حفظ و نشر آثار حضرت آیت‌الله العظمی خامنه‌ای. ۱۲ اسفند ۱۳۹۰.
52. ↑  «رهبر معظم انقلاب در انتخابات نهمین دوره مجلس شورای اسلامی شرکت کردند». پایگاه اطلاع‌رسانی دفتر مقام معظم رهبری. ۱۲ اسفند ۱۳۹۰.
53. ↑  «حضور در مسجد مظهری جهت انداختن رای به صندوق [گزارش تصویری]». پایگاه اطلاع‌رسانی ریاست‌جمهوری ایران. ۱۲ اسفند ۱۳۹۰. بایگانی‌شده از اصلی در ۵ مارس ۲۰۱۶.
54. ↑  «رئیس‌جمهور رای خود را به صندوق انداخت». شبکهٔ ایران. ۱۲ اسفند ۱۳۹۰.[پیوند مرده]
55. ↑  «حاشیه حضور رئیس جمهور در مسجد مظفری [مظهری]؛ از بالابردن شناسنامه مهمور به رای تا گفتگو با دختر ناشنوا». شبکهٔ ایران. ۱۲ اسفند ۱۳۹۰.[پیوند مرده]
56. ↑  «رئیس جمهور در جلسه هیئت دولت: حضور پرشور و آگاهانه مردم در انتخابات مجلس نهم موجب یأس و ناامیدی بدخواهان انقلاب اسلامی». دولت. ۱۴ اسفند ۱۳۹۰.[پیوند مرده]
57. ↑  «رئیس جمهور در جلسه هیئت دولت: حضور پرشور و آگاهانه مردم در انتخابات مجلس نهم موجب یأس و ناامیدی بدخواهان انقلاب اسلامی». پایگاه اطلاع‌رسانی ریاست جمهوری اسلامی ایران. ۱۴ اسفند ۱۳۹۰. بایگانی‌شده از اصلی در ۵ مارس ۲۰۱۶.
58. ↑  «سید محمد خاتمی در حوزه انتخابیه دماوند رای داد+تکمیلی». فارس. ۱۲ اسفند ۱۳۹۰.
59. ↑  «متن کامل بیانیه خاتمی دربارهٔ شرکت در انتخابات». الف. ۱۵ اسفند ۱۳۹۰.
60. ↑  «سیلی سخت ملت ایران به چهره استکبار- 93؛ عضو ارشد مجمع روحانیون رأی خود را به صندوق انداخت». فارس. ۱۲ اسفند ۱۳۹۰.
61. ↑  «انشاء الله نتیجه انتخابات همانی باشد که مردم می‌خواهند». ایلنا. ۱۳ اسفند ۱۳۹۰. بایگانی‌شده از اصلی در ۴ مارس ۲۰۱۲.
62. ↑  «خبرآنلاین - وزیر کشور: بیش از ۴۸ میلیون نفر واجد شرایط رای دادن هستند». بایگانی‌شده از اصلی در ۴ مارس ۲۰۱۶. دریافت‌شده در ۱۰ آوریل ۲۰۱۲.
63. 1 2 3  BBC فارسی - ایران - آیا ۶۴ درصد مردم ایران در انتخابات مجلس رای دادند؟
64. ↑  «آفتاب - آخرین آمار ملی از جمعیت ایران». بایگانی‌شده از اصلی در ۶ آوریل ۲۰۱۲. دریافت‌شده در ۱۰ آوریل ۲۰۱۲.
65. ↑  «MehrNews.com - Iran, world, political, sport, economic news and headlines». بایگانی‌شده از اصلی در ۱۶ اوت ۲۰۱۱. دریافت‌شده در ۱۰ آوریل ۲۰۱۲.
66. ↑  «معاون وزیر کشور: ۴۶ میلیون نفر در انتخابات واجد شرایط رای هستند». بایگانی‌شده از اصلی در ۵ آوریل ۲۰۱۴. دریافت‌شده در ۱۰ آوریل ۲۰۱۲.
67. ↑  «مردم کار را تمام کردند؛ دور دوم انتخابات مجلس، پرشورترین پس از انقلاب». کیهان. تهران (۲۰۲۰۰): ۳. ۱۶ اردیبهشت ۱۳۹۱.
68. ↑  «مشارکت تهرانی‌ها در مرحله دوم انتخابات مجلس نهم ۷۰درصد افزایش داشت». خبرگزاری دولت. ۱۶ اردیبهشت ۱۳۹۱.[پیوند مرده]
69. ↑  «مشارکت تهرانی‌ها در مرحله دوم انتخابات مجلس نهم ۷۰درصد افزایش داشت». خبرگزاری جمهوری اسلامی. ۱۶ اردیبهشت ۱۳۹۱.
70. ↑  «تناقض آمار مشارکت در انتخابات و سکوت یازده روزه وزارت کشور | ندای سبز آزادی». بایگانی‌شده از اصلی در ۴ مارس ۲۰۱۶. دریافت‌شده در ۳۱ مارس ۲۰۱۲.
71. ↑  «دردسرهای رای تهرانی‌ها و آمار ساختگی مسئولان سایت خبری تحلیلی کلمه». بایگانی‌شده از اصلی در ۱۷ ژانویه ۲۰۲۱. دریافت‌شده در ۱۰ آوریل ۲۰۱۲.
72. 1 2  آمار متناقض نتایج انتخابات در رسانه‌های دولتی ایران | انتخابات مجلس نهم | DW.DE | ۰۴٫۰۳٫۲۰۱۲
73. ↑  «بازتاب امروز - مقایسه تعداد شرکت کنندگان انتخابات خرداد ۸۸ با اسفند ۹۰ در تهران». بایگانی‌شده از اصلی در ۱۳ آوریل ۲۰۱۲. دریافت‌شده در ۱۰ آوریل ۲۰۱۲.
74. ↑  BBC فارسی - خبرهای کوتاه - 'تعداد رای‌دهندگان تهرانی سال ۹۰ کمتر از نصف سال ۸۸ بود'
75. ↑  «MehrNews.com - Iran, world, political, sport, economic news and headlines». بایگانی‌شده از اصلی در ۳ آوریل ۲۰۱۲. دریافت‌شده در ۳۱ مارس ۲۰۱۲.
76. ↑  FarsNewsAgency - خبرگزاری فارس
77. ↑  http://24onlinenews.ir/news-12342.aspx%5Bپیوند+مرده%5D
78. ↑  «ناکامی یاران قالیباف». شبکه ایران. ۱۷ اردیبهشت ۱۳۹۱.[پیوند مرده]
79. ↑  «تحلیل ترکیب نمایندگان مجلس نهم در گفتگوی همشهری آنلاین با ترقی 169 نماینده اولی در مجلس نهم؛ تعداد اقلیت‌ها و مستقل‌های مجلس جدید». همشهری آنلاین. ۱۷ اردیبهشت ۱۳۹۱.
80. ↑  «چهره‌های شاخص و نمایندگان مجلس هشتم که از مجلس نهم بازماندند چقدر رأی آوردند؟». پایگاه اطلاع‌رسانی رجا. اردیبهشت ۱۳۹۱. بایگانی‌شده از اصلی در ۲۴ ژوئیه ۲۰۱۲. دریافت‌شده در ۸ مه ۲۰۱۲.
81. ↑  «چه کسانی به مجلس نهم راه نیافتند؟». شفاف. ۱۶ اردیبهشت ۱۳۹۱. بایگانی‌شده از اصلی در ۹ ژوئیه ۲۰۱۲. دریافت‌شده در ۳ آوریل ۲۰۱۳.
82. ↑  تا کنون در خبرگزاری‌ها بررسی کلی یافت نشده‌است، از این رو اولویت‌بندی منبع ندارد و سلیقه‌ای است.
83. ↑  «خبرآنلاین - شکست دیگر اصلاح‌طلبان: قدرت‌الله علیخانی هم رای نیاورد». بایگانی‌شده از اصلی در ۱۱ مارس ۲۰۱۶. دریافت‌شده در ۳۱ مارس ۲۰۱۲.
84. ↑  «آرایش سیاسی مجلس نهم». ایران (۵۰۳۰): ۳. ۲۰ اسفند ۱۳۹۰. تاریخ وارد شده در |سال=، عدم تطابق|سال= / |تاریخ= را بررسی کنید (کمک)
85. ↑  «فهرست مقایسه‌ای 6 ائتلاف انتخاباتی». خبرگزاری مشرق. ۱۶ اسفند ۱۳۹۰.
86. ↑  «پیروزی مطلق جبهه متحد اصول‌گرایان در کسب کرسی‌های مجلس نهم/جدول مقایسه‌ای نتایج انتخابات در ۳۰ استان+ نمودار مقایسه‌ای رقبا». خبرآنلاین. ۱۴ اسفند ۱۳۹۰. بایگانی‌شده از اصلی در ۱۹ آوریل ۲۰۱۲. دریافت‌شده در ۳۱ مارس ۲۰۱۲.
87. ↑  «60 کاندیدای جبهه پایداری تاکنون به مجلس راه یافتند/ جدول نمایندگان منتخب مجلس نهم به تفکیک گرایش‌های سیاسی». پایگاه اطلاع‌رسانی رجا. ۱۳ اسفند ۱۳۹۰. بایگانی‌شده از اصلی در ۱۵ مارس ۲۰۱۲. دریافت‌شده در ۵ آوریل ۲۰۱۲.
88. ↑  «رئیس ستاد انتخابات جبهه متحد اصولگرایان در نشست خبری: پیروزی گفتمان اصولگرایی در انتخاباتی سالم، رقابتی و مشارکت‌پذیر». جبهه متحد اصولگرایان. ۱۳ اسفند ۱۳۹۰. بایگانی‌شده از اصلی در ۵ آوریل ۲۰۱۲. دریافت‌شده در ۵ آوریل ۲۰۱۲.
89. ↑  «سخنگوی جبهه ایستادگی: تعداد زیادی از کاندیداهای جبهه ایستادگی در سراسر کشور وارد مجلس شدند». جبههٔ ایستادگی ایران اسلامی. ۲۰ اسفند ۱۳۹۰. بایگانی‌شده از اصلی در ۴ مارس ۲۰۱۲. دریافت‌شده در ۵ آوریل ۲۰۱۲.
90. ↑  «مشروح نشست خبری هیئت رئیسه جبهه ایستادگی». جبههٔ ایستادگی ایران اسلامی. ۲۳ اسفند ۱۳۹۰. بایگانی‌شده از اصلی در ۳۱ مارس ۲۰۱۲. دریافت‌شده در ۵ آوریل ۲۰۱۲.
91. ↑  «این لیست تکمیل می‌شود؛ لیست نهایی جبهه ایستادگی در سراسر کشور». جبههٔ ایستادگی ایران اسلامی. ۵ اسفند ۱۳۹۰. بایگانی‌شده از اصلی در ۹ آوریل ۲۰۱۲. دریافت‌شده در ۶ آوریل ۲۰۱۲.
92. ↑  رسولی، حبیب (۲۷ اسفند ۱۳۹۰). «آرایش سیاسی مجلس نهم». مردم‌سالاری (۲۸۷۸).
93. ↑  «نمایندگان اصلاحطلب مجلس نهم را بشناسید/جدول». خبرآنلاین. ۱۴ اسفند ۱۳۹۰. بایگانی‌شده از اصلی در ۱۵ آوریل ۲۰۱۲. دریافت‌شده در ۶ آوریل ۲۰۱۲.
94. ↑  «برنامه‌های جبهه مردم سالا ری برای مجلس نهم منتشر شد؛ کاندیداهای جبهه مردم سالا ری در تهران و حزب مردم سالا ری در شهرستانها». مردم‌سالاری (۲۸۵۹). ۴ اسفند ۱۳۹۰.
95. ↑  «لیست نهایی جبهه مردمی اصلاحات در28استان». خبرگزاری فردا. ۸ اسفند ۱۳۹۰.
96. ↑  «لیست «جبهه مردمی اصلاحات» در تهران». خبرگزاری تابناک. ۴ اسفند ۱۳۹۰.
97. ↑  «لیست کشوری جبهه اصلاح طلبان معتدل». خبرگزاری تابناک. ۲۴ بهمن ۱۳۹۰.
98. ↑  «اختصاصی/ افزایش نامزدهای منتخب جبهه بصیرت و بیداری اسلامی؛ تعداد نامزدهای جبهه به ۱۲۴ نفر رسید». جبههٔ بصیرت و بیداری اسلامی. ۲۶ بهمن ۱۳۹۰.[پیوند مرده]
99. ↑  «لیست ۱۰۵ نفر کاندیداهای جبهه بصیرت و بیداری اسلامی». جبههٔ بصیرت و بیداری اسلامی. ۱ اسفند ۱۳۹۰.[پیوند مرده]
100. ↑  «لیست کاندیداهای جبهه بصیرت و بیداری اسلامی در تهران». جبههٔ بصیرت و بیداری اسلامی. ۱ اسفند ۱۳۹۰. بایگانی‌شده از اصلی در ۱۶ آوریل ۲۰۱۲. دریافت‌شده در ۶ آوریل ۲۰۱۲.
101. ↑  «فهرست نمایندگان آبادگران در سراسر کشور». خبرگزاری فردا. ۹ اسفند ۱۳۹۰.
102. ↑  «/اختصاصی فارس/ نظر شورای نگهبان دربارهٔ 17 حوزه انتخابیه؛ ابطال انتخابات در رامسر و دماوند/ آرای نفر اول سمیرم و نفر دوم زابل باطل شد [خبر دست‌اول فارس در گفتگو با [[عباسعلی کدخدایی]]] سخنگوی [[شورای نگهبان]]». خبرگزاری فارس. ۱۷ فروردین ۱۳۹۱. تداخل پیوند خارجی و ویکی‌پیوند (کمک)
103. ↑  «شورای نگهبان نظر خود را در مورد انتخابات 5 حوزه انتخابیه اعلام کرد». شورای نگهبان قانون اساسی. ۸ خرداد ۱۳۹۱. بایگانی‌شده از اصلی در ۲۷ آوریل ۲۰۱۵. دریافت‌شده در ۲۸ مه ۲۰۱۲.
104. ↑  «مجلس نهم با گزارش مهندس نجار از روند انتخابات آغاز به کار کرد: متن کامل گزارش وزیرکشور». وزارت کشور. ۹ خرداد ۱۳۹۱.
105. ↑  «تایید انتخابات میاندوره‌ای مجلس و خبرگان رهبری در 4 حوزه انتخابیه از سوی شورای نگهبان». خبرآنلاین. ۳ تیر ۱۳۹۲. بایگانی‌شده از اصلی در ۲۹ ژوئن ۲۰۱۳. دریافت‌شده در ۱۵ ژوئیه ۲۰۱۳.
106. ↑  «صحت انتخابات اولین میاندوره‌ای مجلس شورای اسلامی در ایلام و فیروزکوه تأیید شد». خبرگزاری جمهوری اسلامی. ۱۱ تیر ۱۳۹۲. بایگانی‌شده از اصلی در ۱۴ ژوئیه ۲۰۱۳. دریافت‌شده در ۱۵ ژوئیه ۲۰۱۳.
107. ↑  . Rajanews https://web.archive.org/web/20120828113401/http://www.rajanews.com/detail.asp?lang_id=&id=125170. بایگانی‌شده از اصلی در ۲۸ اوت ۲۰۱۲. دریافت‌شده در ۲۴ تیر ۱۳۹۲. پارامتر |عنوان= یا |title= ناموجود یا خالی (کمک)
108. ↑  «+جدول گرایش‌های سیاسی منتخبان مرحله اول و دوم مجلس نهم؛ ۲۰۰ نماینده مجلس‌هشتم از نمایندگی بازماندند/ ۱۶ از ۳۰؛ رأی معنادار به پایداری در تهران/ ۸۵ نامزد پایداری بهارستانی شدند». پایگاه اطلاع‌رسانی رجا. بایگانی‌شده از اصلی در ۲۸ اوت ۲۰۱۲. دریافت‌شده در ۲۴ تیر ۱۳۹۲.
109. ↑  «نمایندگان مردم تویسرکان، تنکابن و ایلام در مجلس انتخاب شدند». خبرآنلاین. ۲۶ خرداد ۱۳۹۲.
110. ↑  «نتایج انتخابات میان دوره‌ای مجلس و خبرگان». خبرگزاری تابناک. ۲۷ خرداد ۱۳۹۲.
111. ↑  «ثبت‌نام نامزدهای انتخابات میان‌دوره‌ای مجلس در تفت و میبد از شنبه/30 آبان زمان برگزاری انتخاباتSee more at: http://www.farsnews.ir/newstext.php?nn=13930627000518#sthash.UnnqOt48.dpuf». خبرگزاری فارس. ۲۷ شهریور ۱۳۹۳. پیوند خارجی در |title= وجود دارد (کمک)
112. ↑  «شورای نگهبان برگزاری انتخابات میان‌دوره‌ای مجلس در «نهاوند» و «تفت و میبد» را امکان‌پذیر ندانست». فارس. ۵ مهر ۱۳۹۴.